# Santa Maria Consolatrice al Tiburtino (titre cardinalice)
Le titre cardinalice de Santa Maria Consolatrice al Tiburtino est institué le 29 avril 1969 par le pape Paul VI.
Le titre cardinalice est attribué à un cardinal-prêtre et rattaché à l'église Santa Maria Consolatrice (it) dans le quartier Tiburtino dans nord-est de Rome.

## Titulaires
- Jérôme Louis Rakotomalala, o.m.i. (1969-1975)
- Joseph Ratzinger (1977-1993) - pape Benoît XVI
- Ricardo María Carles Gordó (1994-2013)
- Philippe Ouédraogo depuis 2014

## Sources
- (it) Cet article est partiellement ou en totalité issu de l’article de Wikipédia en italien intitulé « Santa Maria Consolatrice al Tiburtino (titolo cardinalizio) » (voir la liste des auteurs).